# Botan Dōrō
 (septembre 2016).
Botan Dōrō (牡丹燈籠, La Lanterne pivoine) est une histoire de fantôme japonais (kaidan), à la fois terrible et romantique ; C'est l'un des plus célèbres kaidan du Japon. L'intrigue implique de la nécrophilie et les conséquences qu'entraîne le fait d'aimer un fantôme.

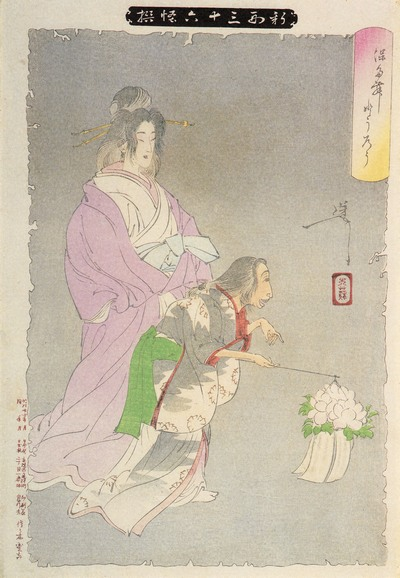
Botan Dōrō, illustration ca. 1889-1892.

Elle est parfois connue sous le titre Kaidan Botan Dōrō (怪談牡丹灯籠, Contes de la lanterne pivoine) à partir de la version kabuki de l'histoire, titre couramment utilisé en traduction.

## Histoire
Botan Dōrō entre dans la psyché japonaise au XVIIe siècle via la traduction d'un livre d'histoires de fantômes chinois intitulé Jiandeng Xinhua (« Nouveaux Contes sous la lumière de la lampe ») de Qu You. Ce recueil est didactique par nature et contient des leçons de morales bouddhistes sur le karma.
En 1666, l'écrivain Asai Ryoi répond  à l'engouement de l'époque d'Edo pour les kaidan engendré en grande partie par le populaire jeu Hyakumonogatari Kaidankai, en adaptant les contes plus spectaculaires du Jian Deng Xin Hua dans son propre ouvrage Otogi Boko (« Marionnettes »). À l'époque, le Japon est une société fermée (voir sakoku) qui connaît très peu de ce qui se trouve hors ses frontières, aussi la Chine est-elle considérée comme une nation mystérieuse et exotique. Asai supprime les leçons de morale bouddhistes et donne aux histoires un cadre japonais, situant Botan Dōrō dans le district de Nezu à Tokyo.
Otogi Boko est immensément populaire et suscite la création de multiples œuvres d'imitation telles que Zoku Otogi Boko (« Suite des Marionnettes ») et Shin Otogi Boko (« Nouvelles Marionnettes »). Ce livre est considéré comme le précurseur du mouvement littéraire kaidan qui a donné le classique Ugetsu monogatari.
En 1884, Botan Dōrō est adapté en rakugo par le célèbre conteur Encho Sanyutei ce qui augmente la popularité de l'histoire. Afin d'atteindre une plus grande longueur, l'histoire est considérablement étoffée par l'ajout d'informations de fond sur plusieurs personnages ainsi que des intrigues secondaires supplémentaires. Elle est ensuite adaptée pour la scène kabuki en juillet 1892 et mise en scène au Kabuki-za sous le titre Kaidan Botan Dōrō.
En 1899, Lafcadio Hearn, avec l'aide d'un ami, traduit Botan Dōrō en anglais pour son ouvrage In Ghostly Japan. Il intitule son adaptation A Passional Karma et la fonde sur la version kabuki de l'histoire. 
Une version plus moderne de la pièce est écrite en 1974 par le dramaturge Onishi Nobuyuki pour la troupe du Bungaku-za avec Sugimura Haruko, Kitamura Kazuo et Ninomiya Sayoko en vedette. Elle connaît un tel succès qu'elle est de nouveau mise en scène quelques années plus tard en avril 1976 au Shimbashi Embujo. Une nouvelle adaptation par Kawatake Shinshichi III est montée pour la première fois avec une distribution complète de Kabuki en juin 1989, de nouveau au Shimbashi Embujo. La version de Kawatake est encore parfois représentée mais elle est moins populaire que celle d'Onishi.
Tout comme pour la pièce Yotsuya Kaidan, une superstition veut que les acteurs qui jouent les rôles de fantômes de Botan Dōrō connaîtront un sort funeste. Cela en raison d'une représentation donnée en 1919 au Théâtre impérial à l'issue de laquelle les deux actrices qui avaient joué Otsuyu et sa servante étaient tombées malades et étaient mortes à une semaine d'intervalle.

## Récit

### VersionOtogi Boko
La première nuit du festival O-Bon, une belle femme et une jeune fille tenant une lanterne pivoine déambulent dans la maison d'Ogiwara Shinnojou, un samouraï veuf. Ogiwara s'éprend instantanément de la femme, nommée Otsuyu, et jure une relation éternelle. À partir de cette nuit, la femme et la fille lui rendent visite au crépuscule et le quittent toujours avant l'aube. Un voisin âgé, suspicieux vis-à-vis de la jeune fille, jette un œil dans sa maison et trouve Ogiwara au lit avec un squelette. Après s'être entretenu avec un prêtre bouddhiste, Ogiwara se persuade qu'il est en danger s'il ne peut résister à la femme et installe un charme de protection sur sa maison. La femme est alors incapable d'entrer dans sa maison mais l'appelle de l'extérieur. Finalement, incapable de résister, Ogiwara sort à sa rencontre pour être ramené dans sa maison qui est une tombe dans un temple. Dans la matinée, le cadavre d'Ogiwara est retrouvé enlacé avec le squelette de la femme.

### Version Rakugo
.

### Version kabuki
Un jeune étudiant nommé Saburo tombe amoureux d'une belle femme nommée Otsuyu, la fille du meilleur ami de son père. Ils se rencontrent secrètement et promettent de se marier. Mais Saburo tombe malade et est incapable de voir Otsuyu pendant une longue période.
Plus tard, lorsque Saburo est guéri et va voir son amour, il apprend qu'Otsuyu est morte. Il prie pour son esprit au cours du festival O-Bon et est surpris d'entendre les pas de deux femmes qui approchent. Quand il les voit, elles ressemblent remarquablement à Otsuyu et à sa servante. Il est révélé que la tante d'Otusyu, qui s'opposait au mariage, a répandu la rumeur de la mort de sa nièce et a dit à celle-ci que Saburo était mort.
Les deux amants, réunis, reprennent leur relation en secret. Chaque nuit Otsuyu, accompagnée de sa servante qui porte une lanterne pivoine, passe la nuit avec Saburo.
Cette situation se prolonge avec bonheur jusqu'à ce qu'une nuit un serviteur jette un œil dans la chambre de Saburo à travers un trou dans le mur et le voit faisant l'amour avec un squelette en décomposition, tandis qu'un autre squelette se trouve dans la porte tenant une lanterne pivoine. Il en fait part au prêtre bouddhiste local qui localise les tombes d'Otsuyu et sa servante. Y emmenant Saburo, il le convainc de la vérité et s'engage à l'aider à garder sa maison contre les esprits. Le prêtre dispose des o-fuda autour de la maison et récite le nenbutsu toutes les nuits.
Le dispositif fonctionne et Otsuyu et sa servante ne peuvent entrer bien qu'elles viennent tous les soirs et appellent Saburo de leur amour. Tandis qu'il se languit de sa bien-aimée, la santé de Saburo commence à se détériorer. Les serviteurs de Saburo, de peur qu'il meurt de chagrin les laissant sans travail, enlèvent les o-fuda de la maison. Otsuyu pénètre et fait de nouveau l'amour avec Saburo.
Au matin, les serviteurs trouvent Saburo mort, son corps enlacé avec le squelette d'Otsuyu. Son visage est radieux et heureux.

### Différences
Les principales différences entre les deux versions sont le changement de l'amant Ogiwara Shinnojo, un veuf âgé, pour Saburo, un jeune étudiant, et l'établissement d'une relation amoureuse préexistante entre Otsuyu et Saburo.
Alors que la version Otogi Boko d'Akai a été écrite durant la situation d'isolement du Japon de l'époque d'Edo, la version rakugo/kabuki est composée après la restauration de Meiji et a été influencée par le déluge de littérature et de théâtre occidental qui a accompagné la modernisation du Japon.
Une de ces influences a ajouté un élément romantique à l'histoire, dimension minimisée dans l'ancien kaidan. La version Otogi Boko ne fait aucune mention de la mort d'Otsuyu. La version rakugo/kabuki crée l'idée que l'amour d'Otsuyu et Saburo est plus fort que la mort et souligne l'expression pacifique de Saburo lorsque son corps est retrouvé enlacé avec le squelette.

## Influences et références
Botan Doro établit le thème de la « rencontre sexuelle avec le fantôme d'une femme », thème qui se rencontrera dans de nombreuses histoires ultérieures de fantômes japonais. Ce thème suit le modèle standard de la pièce katsuramono du répertoire nô où le fantôme féminin cache sa nature spectrale jusqu'à la révélation finale à la fin de l'histoire.
La nature du retour sur Terre du yūrei est soit un amour persistant ou une solitude générale. La version Otogi Boko de Botan dōrō n'a aucune relation préalable entre les amants et Otsuyu désire simplement un compagnon dans l'au-delà. La version rakugo/kabuki, cependant, voit Otsuyu revenir pour un ancien amant.
Le fantôme sexuel se retrouve dans l'histoire Maya Kakushi no Rei (« Une tranquille obsession ») de Kyōka Izumi qui représente une rencontre sexuelle avec un fantôme féminin dans un onsen.
Botan Doro est fameux pour l'onomatopée karannn koronnn qui est le bruit que font les sabots d'Otsuyu annonçant son apparition sur scène.

## Au cinéma
Boton Dōrō est l'une des premières histoires de fantôme japonais adaptée au cinéma avec une version muette en 1910. Six autres adaptations sont réalisées entre 1911 et 1937, bien que toutes ont été perdues depuis et que seuls les titres nous sont parvenus. Boton Dōrō se place juste après Yotsuya Kaidan en nombre d'adaptations au cinéma, avec une nouvelle version chaque décennie soit au cinéma, en vidéo ou à la télévision
La version de 1968 réalisée par Satsuo Yamamoto pour les studios Daiei est remarquable. Elle est indifféremment intitulée « L'Épouse de l'enfer », « La Lanterne hantée », « Beauté spectrale », « Ma femme est un fantôme », « L'Épouse de Hades » ou  « Les Lanternes pivoine ». Le film de Yamamoto suit à peu près la version Otogi Boko de l'histoire, et établit le protagoniste Hagiwara Shinzaburo comme un enseignant qui fuit un mariage non désiré avec la veuve de son frère et vit tranquillement à une certaine distance de sa famille. La rencontre habituelle avec Otsuyu suit, bien que la conséquence inévitable est traitée comme une fin heureuse ou au pire douce-amère car ils sont unis au-delà de la tombe et ne doivent jamais plus être solitaires.
En 1972, Chūsei Sone réalise une version pink film pour la série Roman Porno de Nikkatsu intitulée « Amour infernal » (性談牡丹燈籠, Seidan botan doro). Suivant la version rakugo\kabuki, « Amour infernal » met l'accent sur la nature sexuelle de la relation entre le protagoniste et Otsuyu. Otsuyu est tuée par son père qui désapprouve l'appariement avec un samouraï de si bas niveau mais elle promet de revenir au Bon Odori afin d'être réunie avec son amant.
Un changement intervient dans l'histoire avec la version Otsuyu : Kaidan botan doro (« La Lanterne hantée ») de Masaru Tsushima en 1996. Cette version voit Shinzaburo rêver à une vie passée au cours de laquelle il a promis un « suicide double » à Otsuyu mais il ne parvient pas à se tuer après qu'elle est morte. Dans sa vie présente, il rencontre une fille nommée Tsuya qui est la réincarnation de sa bien-aimée d'autrefois mais le père de Shinzaburo organise pour lui un mariage avec Suzu, la sœur de Tsuya. L'ami de Shinzaburo tente de violer Tsuya, pour qu'elle cesse d'être une gêne jalouse de sa sœur cadette. Effondrées, les deux sœurs se suicident ensemble. Les conséquences habituelles s'ensuivent mais le film se termine avec Shinzaburo et Otsuyu réincarnés et vivant heureux dans une vie future.

## Source de la traduction
- (en) Cet article est partiellement ou en totalité issu de l’article de Wikipédia en anglais intitulé « Botan Dōrō » (voir la liste des auteurs).